# Houghton Library
Houghton Library – jedna z ponad siedemdziesięciu bibliotek należących do bibliotecznego systemu Harvard University. Mieści się w południowej części Harvard Yard, w pobliżu Widemer Library.

## Historia
W bibliotece przechowywanych jest ponad 16 milionów woluminów. Ulokowany tu został najcenniejszy zbiór rękopisów oraz starodruków z będących w posiadaniu Harvard University. Budynek biblioteki zaczęto budować w 1938 roku, a bibliotekę otwarto w 1942 roku.
Znajduje się tu zbiór średniowiecznych oraz renesansowych rękopisów oraz ponad 2500 starodruków (inkunabuły), ponadto kolekcja cennych dokumentów (Samuel Johnson, Emily Dickinson, Henry Wadsworth Longfellow, Margaret Fuller, Theodore Roosevelt, itd).
Kolekcja papirusów zapoczątkowana została przez donację pochodzącą od Egypt Exploration Fund z lat 1901–1909, za finansowanie prac archeologicznych w Egipcie. Rękopisy pochodzą z okresu od 3000 p.n.e. do 1600 roku. Większość rękopisów pisana jest językami kultury Zachodu. Znaczna część rękopisów reprezentuje Orient i pisana jest w języku arabskim, językach Indii, języku perskim i syryjskim.
W bibliotece przechowywane są zarówno wczesne rękopisy greckiego Nowego Testamentu: {\displaystyle {\mathfrak {P}}^{9}}, {\displaystyle {\mathfrak {P}}^{10}}, jak i późne lekcjonarze Nowego Testamentu: ℓ 296, ℓ 297, ℓ 298.